# Ellopostoma
Ellopostomatidae
Famille
Genre

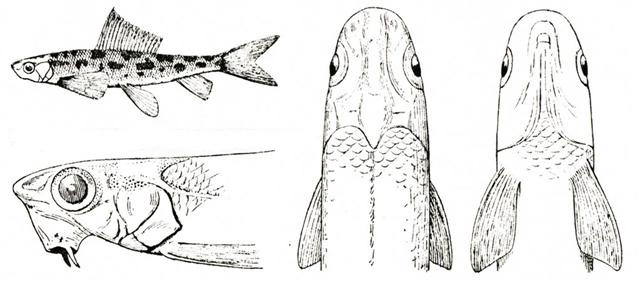
Mégalomycter d'Ellopostoma

Ellopostoma, unique représentant de la famille des Ellopostomatidae, est un genre de poissons d'eau douce téléostéens de l’ordre des Cypriniformes.

## Liste des espèces
Selon World Register of Marine Species (5 octobre 2023) :
- Ellopostoma megalomycter (Vaillant, 1902)
- Ellopostoma mystax Tan & Lim, 2002

## Systématique
La famille des Ellopostomatidae a été créée en 2009 par les ichtyologistes tchèques Jörg Bohlen (d) et Vendula Šlechtová (d) sur la base d'études génétiques.
Le genre Ellopostoma a été créé en 1902 par le zoologiste français Léon Vaillant (1834-1914),.

## Publications originales
- Famille des Ellopostomatidae :
  - (en) Jörg Bohlen et Vendula Šlechtová, « Phylogenetic position of the fish genus Ellopostoma (Teleostei: Cypriniformes) using molecular genetic data », Ichthyological Exploration of Freshwaters, Verlag Dr. Friedrich Pfeil (d), vol. 20, no 2,‎ 1er juin 2009, p. 157-162 (ISSN 0936-9902, lire en ligne).
- Genre Ellopostoma :
  - Léon Vaillant, « Résultats zoologiques de l’Expédition Scientifique Néerlandaise au Bornéo central », Notes from the Leyden Museum, Leyde, E.J. Brill, vol. 24, nos 1/3,‎ 1902, p. 1-166 (ISSN 1872-9231, OCLC 1755814, lire en ligne).